# Cristián Contreras Villarroel
Cristián Contreras Villarroel (ur. 24 kwietnia 1959 w Santiago) – chilijski duchowny katolicki, biskup ordynariusz Melipilla od 2014.

## Życiorys
Święcenia kapłańskie otrzymał 5 grudnia 1984 i został inkardynowany do archidiecezji Santiago de Chile. Przez kilka lat pracował w duszpasterstwie parafialnym oraz w seminarium duchownym, a następnie podjął studia doktoranckie z teologii dogmatycznej na Papieskim Uniwersytecie Gregoriańskim. Po uzyskaniu w 1992 tytułu rozpoczął pracę w watykańskiej Kongregacji ds. Biskupów. W 2000 powrócił do archidiecezji i został sekretarzem i kanclerzem kurii diecezjalnej. W 2003 został wikariuszem generalnym archidiecezji.

### Episkopat
25 kwietnia 2003 papież Jan Paweł II mianował go biskupem pomocniczym archidiecezji Santiago de Chile, ze stolicą tytularną Illiberi. Sakry biskupiej udzielił mu 21 lipca 2003 ówczesny arcybiskup metropolita Santiago - kardynał Francisco Javier Errázuriz Ossa.
7 marca 2014 papież Franciszek mianował go ordynariuszem diecezji Melipilla. Ingres odbył się 31 maja 2014.
W latach 2005–2008 był sekretarzem generalnym, zaś w latach 2016-2018 wiceprzewodniczącym Konferencji Episkopatu Chile.